# 1-ша повітряна армія (СРСР)
Пе́рша пові́тряна а́рмія (1 ПА) — авіаційне об'єднання, повітряна армія військово-повітряних сил СРСР під час радянсько-німецької війни.
10 січня 1949 року перейменована в 26-ту повітряну армію.

## Командування
- Командувачі:
  - генерал-лейтенант авіації Куцевалов Т. Ф. (5 травня — 17 червня 1942);
  - генерал-майор авиації, з 17 березня 1943 — генерал-лейтенант авіації Худяков С. О. (17 червня 1942 — 26 травня 1943);
  - генерал-лейтенант авіації Громов М. М. (26 травня 1943 — 2 липня 1944);
  - генерал-полковник авіації Хрюкін Т. Т. (2 липня 1944 — 30 липня 1945).